# 평시서
평시서(平市署)는 조선시대 도량형(度量衡)과  시장, 유통, 물가를 조절하는 등 시세의 조절을 맡던 관청이다. 처음에는 경시서(京市署)라고 불리다가 1466년 평시서로 바뀌었다. 1894년 갑오개혁때 폐지되었다. 
조선 전기에는 대체로 물가를 통제, 조절하고 상도의(商道義)를 바로잡는 일이 그 주된 업무였다. 그러나 조선 후기에 이르러 금난전권(禁亂廛權)이 강화된 뒤에는 각 시전의 전안물종(廛案物種)을 결정하고 그것의 전매권을 보호해주는 역할을 담당하였고, 통공정책(通共政策)의 실시에 있어서도 그 실제업무를 담당하였다.
또한, 각 시전에 대하여 그 전매품을 기록한 허가장을 발급하였다. 그 한 예로서 평시서가 1883년(고종 20)에 도자전(刀子廛)에 등급(謄給)한 문서에 의하면, 도자전의 판매 허가물종은 남은장도(男銀粧刀)·여은장도(女銀粧刀)·남석장도(男錫粧刀)·여석장도·은항남녀장도(銀項男女粧刀)·석항남녀장도·여도병(女刀柄)·남도병(男刀柄)·피도갑(皮刀匣)·첨자(尖子) 등으로 되어 있다.
물가 조절의 역할을 담당하였다는 점에서 현재의 한국은행에 해당하며, 시장 경쟁을 통제하였다는 점에서는 공정거래위원회의 역할도 수행하였다고 볼 수도 있다.

## 관작
| 관작명     | 품계  | 정원 | 비고 |
| ---------- | ----- | ---- | ---- |
| 제조(提調) | 정2품 | 1원  | 겸직 |
| 영(令)     | 정5품 | 1원  |      |
| 주부(主簿) | 종6품 | 1원  | 겸직 |
| 직장(直長) | 종7품 | 1원  |      |
| 봉사(奉事) | 종8품 | 1원  |      |

이속(吏屬)으로는 서원(署員) 5인, 고직(庫直) 1인, 사령(使令) 11인이 있었다.